# Art Smakaj
Art Smakaj (* 4. Februar 2003 in Zagreb) ist ein kosovarisch-kroatischer Fußballspieler.

## Karriere

### Verein
Smakaj begann seine Karriere bei Dinamo Zagreb. Im Februar 2013 wechselte er zum NK Trnje. Im Januar 2016 wechselte er in die Jugend von Lokomotiva Zagreb. Im Dezember 2021 stand er erstmals im Profikader Lokomotivas. Sein Debüt in der 1. HNL gab er schließlich im Februar 2022 gegen den HNK Gorica. Bis zum Ende der Saison 2021/22 kam er dreimal zum Zug. In der Saison 2022/23 lief er 13 Mal im Oberhaus auf. In der Saison 2023/24 absolvierte er 26 Partien für Lok und erzielte dabei ein Tor. In der Saison 2024/25 kam er zu 32 Einsätzen in der 1. HNL.
Zur Saison 2025/26 wechselte Smakaj zum österreichischen Bundesligisten LASK, bei dem er einen bis 2028 laufenden Vertrag erhielt.

### Nationalmannschaft
Smakaj spielte im Oktober 2021 zweimal in Kosovos U-19-Team. Zwischen Juni 2022 und November 2023 kam er zu elf Einsätzen in der U-21-Mannschaft. Im Juni 2024 debütierte er in einem Testspiel gegen Norwegen für die A-Nationalmannschaft.